# Уругвай на зимних Олимпийских играх 1998
Уругвай принимал участие в Зимних Олимпийских играх 1998 года в Нагано (Япония) в первый раз за свою историю, но не завоевал ни одной медали.
На Играх страну представлял лишь один спортсмен — Габриэль Оттехиндре. На соревнованиях по слалому в рамках программы по горнолыжному спорту уругваец занял довольно высокое 24-е место. Оттехиндре сумел обойти свыше 40 конкурентов. Это было первое и, на данный момент, последнее, выступление уругвайского спортсмена на зимних Олимпийских играх.